# U-Bahnhof Eichbaum

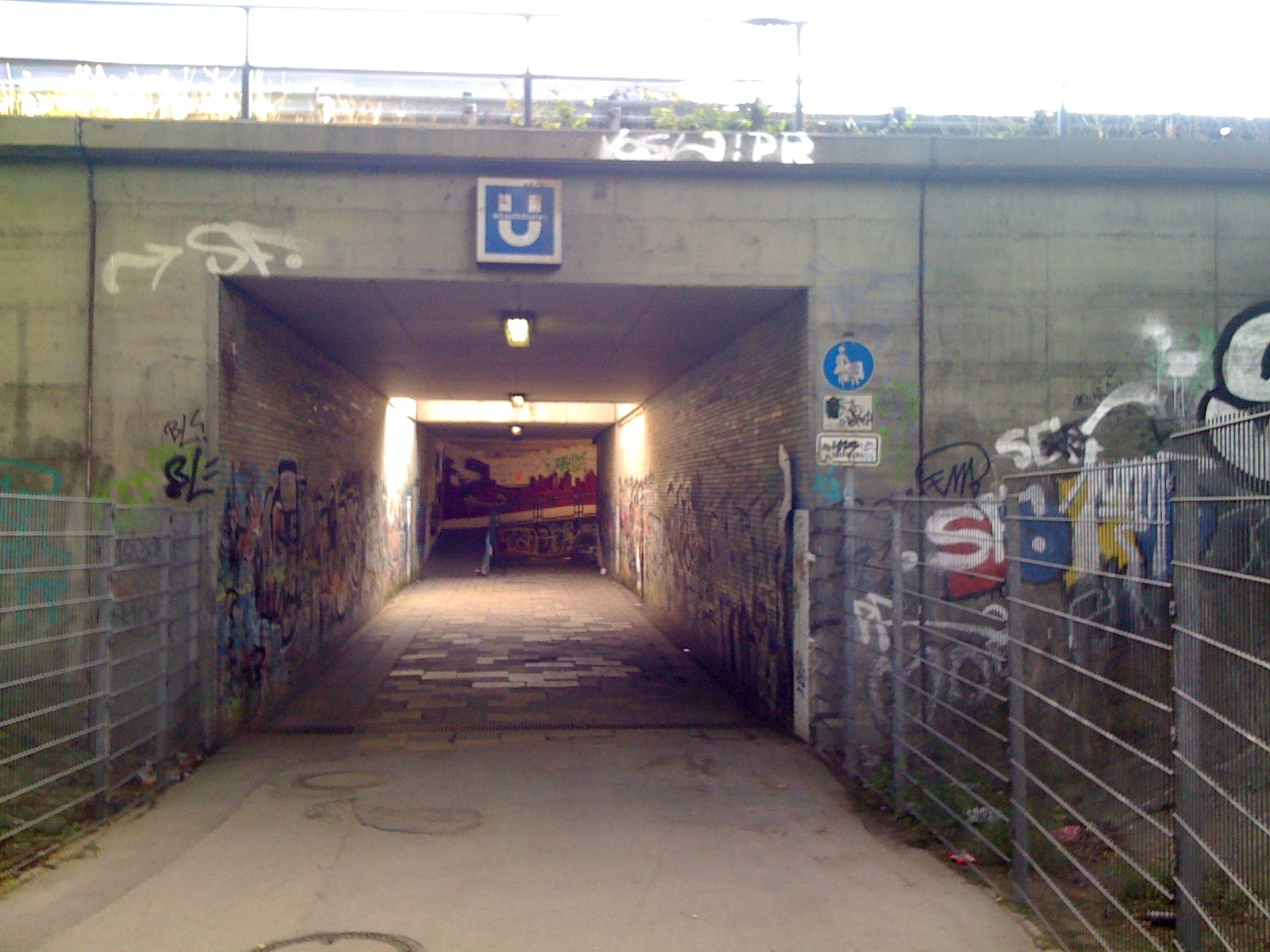
Nördlicher Bahnhofszugang unter der B-1-Brücke

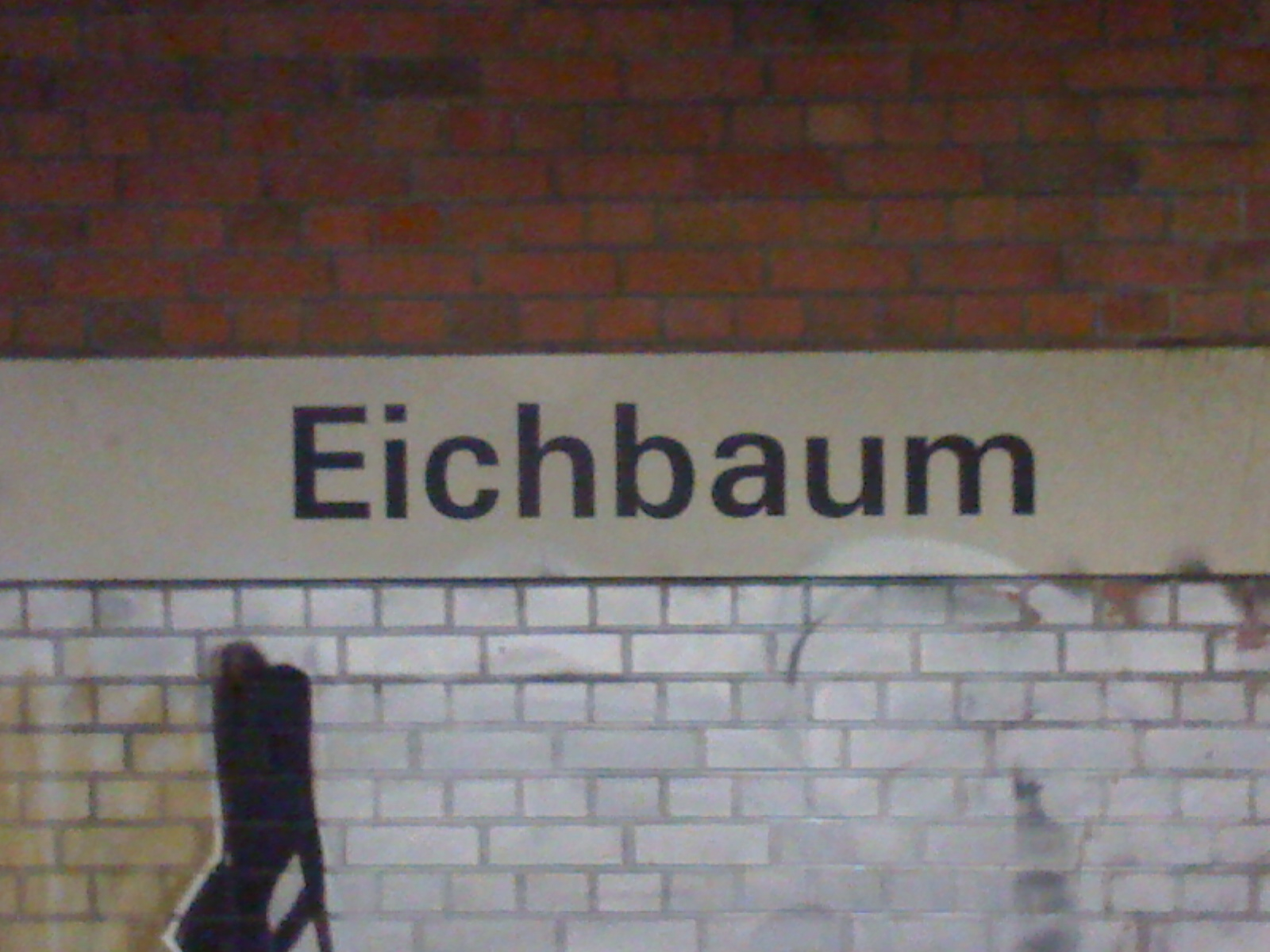
Namenszug des Bahnhofes

Der U-Bahnhof Eichbaum ist eine Haltestelle der Stadtbahn in Mülheim an der Ruhr. Sie wird von der Ruhrbahn unterhalten und liegt an der Essen-Mülheimer Strecke der U18, die von der Stadtbahn Essen betrieben wird.

## Geschichte
Der Abschnitt Heißen Kirche – Essen Berliner Platz, zu dem der Bahnhof Eichbaum gehört, wurde 1977 als Modellstrecke für eine zukünftige Stadtbahnlinie eröffnet. Die Streckenverlängerung über den Stadtteil Heißen hinaus in Richtung Mülheim Stadtmitte wurde im September 1979 fertiggestellt.
Da die Haltestelle maximal von Doppeltraktionen bedient wird, wurde Anfang der 2000er Jahre der ursprünglich für Dreifachtraktionen 90 Meter lange Bahnsteig auf eine Nutzlänge von 60 Meter gekürzt, indem der außerhalb des Bahnsteigdachs liegende westliche Teil stillgelegt und durch eine hüfthohe Mauer abgetrennt wurde. Westlich des Bahnsteigs liegt sich ein im Regelbetrieb nicht benutztes Kehrgleis.

## Lage
Der Bahnhof liegt innerhalb der Autobahnanschlussstelle Mülheim-Heißen, unterhalb der A 40, welche mit der B 1, namentlich als Essener Straße geführt, verbunden ist. Neben den Schnellstraßen führt auch die Kruppstraße an der Stadtbahntrasse vorbei, welche gleichzeitig einen Zugang zum U-Bahnhof besitzt, die sich an der Kreuzung Kruppstraße / Gneisenaustraße befindet. Ein weiterer, in nördlicher Richtung gelegener Zugang, führt per Fußweg zur Blücherstraße und zur Klotzdelle.

## Besonderheiten
Am Zugangsbereich zu den Bahnsteigen befindet sich die Eichbaumoper, welche im Juni und Juli 2009 aufgeführt wurde. Neben der Eichbaumoper fanden anderweitige Ereignisse statt. Seit Oktober 2010 fand keine Veranstaltung mehr statt.

## Anbindung
Im U-Bahnhof hält die Linie U18 der Stadtbahn Essen.
| Linie | Verlauf | Takt   |
| ----- | --- | ------ |
| U 18  | Essen, U Berliner Platz – U Hirschlandplatz – U Essen Hbf – U Bismarckplatz – Savignystraße/ETEC – Hobeisenbrücke – E-Frohnhausen, Wickenburgstraße – Mülheim (Ruhr), Rhein-Ruhr-Zentrum – Rosendeller Straße – U Eichbaum – U Heißen Kirche – U Mühlenfeld – U Christianstraße – U Gracht – U Von-Bock-Straße – U Mülheim (Ruhr) Hbf | 10 min |

Es besteht eine Umsteigemöglichkeit zur Buslinie 129 der Ruhrbahn.
| Linie | Verlauf | Takt   |
| ----- | --- | ------ |
| 129   | Broich Friedhof – Speldorf – Raffelberg – Schleuse Raffelberg – Styrum Friesenstraße – Hauskampstraße/Bf Styrum – Styrum Sültenfuß – Dümpten – Winkhausen – Heißen Kirche – Eichbaum – Mülheim-Heimaterde – Essen-Haarzopf Erbach | 30 min |

## Weiterführende Informationen
- Stadtbahnnetz Rhein-Ruhr – Hauptartikel über das Stadtbahnsystem im Großraum Rhein-Ruhr, deren Bestandteil die Essener Stadtbahn ist
- Verkehrsverbund Rhein-Ruhr – Hauptartikel über den Verkehrs- und Tarifverbund, deren Teil die Essener Stadtbahn ist.